# Qiu Jian
Qiu Jian (chinesisch 邱 健, Pinyin Qiū Jiàn; * 25. Juni 1975 in Huai’an) ist ein chinesischer Sportschütze mit der Spezialisierung auf das Kleinkalibergewehr.
Qiu Jian nahm bei den Olympischen Sommerspielen 2008 in Peking teil. Zunächst trat er mit dem Kleinkalibergewehr im Liegendanschlag über 50 Meter an und wurde 19. Zwei Tage später gewann er mit 1.272,5 Punkten um 0,1 Punkte vor Jurij Suchorukow und 0,8 Punkte vor Rajmond Debevec die Goldmedaille im Dreistellungskampf. Dabei profitierte er vom Fehlschuss des US-Amerikaners Matthew Emmons, der bei seinem letzten Schuss in Führung liegend den schlechtesten Schuss des Finales landete und dadurch auf den vierten Rang abrutschte.
Qiu gehört seit 1993 dem Jiangsu Provincial Shooting Team und seit 2001 dem Nationalkader Chinas an. Sein Trainer ist Ma Jun. 2000, 2003 und 2006 gewann er die nationalen Titel mit dem Luftgewehr. 2002 wurde er Asienmeister, 2001 gewann er das Weltcupfinale. Dreimal stellte er nationale Rekorde auf.